# (37495) 1226 T-2
1226 T-2 (asteroide 37495) é um corpo celeste do Cinturão de Asteroides, localizado entre Marte e Júpiter. Possui uma excentricidade de 0.04021850 e uma inclinação de 5.05081º.
Este asteroide foi descoberto no dia 29 de setembro de 1973 por Cornelis Johannes van Houten e Ingrid van Houten-Groeneveld e Tom Gehrels em Palomar.